# Камфоросма джунгарская
Камфоросма джунгарская (лат. Camphorosma songorica) — вид травянистых растений рода Камфоросма (Camphorosma) семейства Амарантовые (Amaranthaceae).

## Распространение и экология
Древнесридеземноморский горно-степной вид с ареалом, охватывающим Европейскую часть России, Кавказ, юг Западной Сибири, Среднюю Азию, Западную Джунгарию. Галофит, произрастает преимущественно на солонцах, реже на солончаках, обычно используемых как пастбища.

## Ботаническое описание
Однолетнее или двулетнее растение, опушённое длинными, густо усаженными шипиками волосками иногда с немногими сочленениями. Стебли от самого основания ветвистые, с распростёртые по земле или приподнимающимися до 30 см высоты. Листья очерёдные, линейные, сидячие, цельнокрайные, туповатые 0,5-1,5 см длины, согнутые, покрытые длинными отстоящими волосками.
Цветки собраны плотным колоском на концах стеблей и ветвей, в пазухах прицветников, одиночные, сидячие, слегка короче или равны прицветнику.
Цветёт в июле—сентябре.